# Liste der Stolpersteine in Flörsheim am Main
Die Liste der Stolpersteine in Flörsheim am Main enthält alle Stolpersteine, die im Rahmen des gleichnamigen Kunst-Projekts von Gunter Demnig in Flörsheim am Main verlegt und gefunden wurden. Mit ihnen soll an Opfer des Nationalsozialismus erinnert werden, die in Flörsheim am Main lebten und wirkten.

## Verlegte Stolpersteine
| Adresse, Lage                  | Name                   | Inschrift | Verlegedatum  | Bild | Anmerkungen |
| ------------------------------ | ---------------------- | --- | ------------- | --- | ----------- |
| Albanusstraße 2 (Standort)     | Johanna Schohl         | HIER WOHNTE JOHANNA SCHOHL GEB. BODENHEIMER JG. 1861 DEPORTIERT 1942 THERESIENSTADT ERMORDET 23.8.1942 | 15. Mai 2018  | |             |
| Albanusstraße 2 (Standort)     | Dr. Max Schohl         | HIER WOHNTE DR. MAX SCHOHL JG. 1884 ‘SCHUTZHAFT’ 1938 BUCHENWALD FLUCHT 1940 JUGOSLAWIEN DEPORTIERT 1943 AUSCHWITZ ERMORDET 1.12.1943 | 15. Mai 2018  | |             |
| Albanusstraße 2 (Standort)     | Liesel Schohl          | HIER WOHNTE LIESEL SCHOHL JG. 1897 FLUCHT 1940 JUGOSLAWIEN VERHAFTET 1944 DEPORTIERT DEUTSCHLAND ARBEITSLAGER BEFREIT | 15. Mai 2018  | |             |
| Albanusstraße 2 (Standort)     | Hela Schohl            | HIER WOHNTE HELA SCHOHL JG. 1920 FLUCHT 1940 JUGOSLAWIEN VERHAFTET 1944 DEPORTIERT DEUTSCHLAND ARBEITSLAGER BEFREIT | 15. Mai 2018  | |             |
| Albanusstraße 2 (Standort)     | Käthe Schohl           | HIER WOHNTE KÄTHE SCHOHL JG. 1923 FLUCHT 1940 JUGOSLAWIEN VERHAFTET 1944 DEPORTIERT DEUTSCHLAND ARBEITSLAGER BEFREIT | 15. Mai 2018  | |             |
| Brunnengasse 4 (Standort)      | Anna-Maria Schick      | HIER WOHNTE ANNA MARIA SCHICK JG. 1906 EINGEWIESEN HEILANSTALT EICHBERG ´VERLEGT´ 21.2.1941 HADAMAR ERMORDET 21.2.1941 ´AKTION T4´ | 25. Juni 2019 | |             |
| Brunnengasse 4 (Standort)      | Margareta Schick       | HIER WOHNTE MARGARETA SCHICK JG. 1908 EINGEWIESEN HEILANSTALT EICHBERG ´VERLEGT´ 21.2.1941 HADAMAR ERMORDET 21.2.1941 ´AKTION T4´ | 25. Juni 2019 | |             |
| Hauptstraße 12 (Standort)      | Ludwig Allendorff      | HIER WOHNTE LUDWIG ALLENDORFF JG. 1867 EINGEWIESEN 1941 HEILANSTALT EICHBERG ERMORDET 10.5.1941 | 25. Juni 2019 | |             |
| Hochheimer Straße 4 (Standort) | Jakob Altmaier         | HIER WOHNTE JAKOB ALTMAIER JG. 1889 IM WIDERSTAND / SPD FLUCHT 1933 FRANKREICH 1941 ÄGYPTEN 1942 ENGLAND | 25. Juni 2019 | |             |
| Hochheimer Straße 4 (Standort) | Martin Altmaier        | HIER WOHNTE MARTIN ALTMAIER JG. 1900 FLUCHT 1939 FRANKREICH INTERNIERT DRANCY DEPORTIERT 1944 AUSCHWITZ 1945 MAUTHAUSEN ERMORDET 3.2.1945 | 25. Juni 2019 | |             |
| Obermainstraße 13 (Standort)   | Jakob Kahn             | HIER WOHNTE JAKOB KAHN JG. 1884 DEPORTIERT 1942 ERMORDET IM BESETZTEN POLEN | 23. Okt. 2020 | |             |
| Obermainstraße 13 (Standort)   | Sali Kahn              | HIER WOHNTE SALI KAHN JG. 1881 DEPORTIERT 1942 ERMORDET IM BESETZTEN POLEN | 23. Okt. 2020 | |             |
| Obermainstraße 13 (Standort)   | Ida Kahn               | HIER WOHNTE IDA KAHN JG. 1885 DEPORTIERT 1942 ERMORDET IN SOBIBOR | 23. Okt. 2020 | |             |
| Obermainstraße 13 (Standort)   | Ilse Kahn              | HIER WOHNTE ILSE KAHN JG. 1920 DEPORTIERT 1942 ERMORDET IN SOBIBOR | 23. Okt. 2020 | |             |
| Obermainstraße 13 (Standort)   | Brigitte Kahn          | HIER WOHNTE BRIGITTE KAHN GEB. SELBY JG. 1922 KINDERTRANSPORT 1939 ENGLAND | 23. Okt. 2020 | |             |
| Wickerer Straße 30 (Standort)  | Anna-Maria Lutz        | HIER WOHNTE ANNA-MARIA LUTZ JG. 1902 EINGEWIESEN 19.9.1943 HEILANSTALT EICHBERG VERLEGT 13.10.1943 HEILANSTALT WEILMÜNSTER ERMORDET 23.2.1944 | 23. Okt. 2020 | |             |
| Albanusstraße 5 (Standort)     | Anna Maria Dörrscheidt | HIER WOHNTE ANNA MARIA DÖRRSCHEIDT GEB. DIENST JG. 1900 SEIT 1936 IN HEILANSTALTEN 'VERLEGT' 18.4.1941 BERNBURG ERMORDET 18.4.1941 'AKTION T4' | 14. Nov. 2022 | Bild gesucht Der Benutzer GeorgDerReisende ( Diskussion ) wünscht sich an dieser Stelle ein Bild vom Ort mit diesen Koordinaten 50.00914 8.42265 . Motiv: Albanusstraße 5: der Stolperstein für Anna Maria Dörrscheidt, die Lage und das Haus Falls du dabei helfen möchtest, erklärt die Anleitung , wie das geht. BW |             |
| Eisenbahnstraße 56 (Standort)  | Julius Metzger         | HIER WOHNTE JULIUS METZGER JG. 1875 DEPORTIERT 1942 THERESIENSTADT 1944 AUSCHWITZ ERMORDET | 14. Nov. 2022 | |             |
| Eisenbahnstraße 56 (Standort)  | Sybilla Metzger        | HIER WOHNTE SYBILLA METZGER GEB. NATHAN JG. 1869 DEPORTIERT 1942 THERESIENSTADT ERMORDET 16.7.1943 | 14. Nov. 2022 | |             |
| Eisenbahnstraße 56 (Standort)  | Benno Metzger          | HIER WOHNTE BENNO METZGER JG. 1903 FLUCHT 1939 SHANGHAI 1940 USA | 14. Nov. 2022 | |             |
| Eisenbahnstraße 56 (Standort)  | Karoline Metzger       | HIER WOHNTE KAROLINE METZGER GEB. LANG JG. 1903 FLUCHT 1939 SHANGHAI USA | 14. Nov. 2022 | |             |
| Eisenbahnstraße 56 (Standort)  | Amalie Metzger         | HIER WOHNTE AMALIE METZGER JG. 1912 FLUCHT 1939 ENGLAND | 14. Nov. 2022 | |             |
| Obermainstraße 7 (Standort)    | Johann Josef Bachmann  | HIER WOHNTE JOHANN JOSEF BACHMANN JG. 1899 EINGEWIESEN 12.4.1943 HEILANSTALT HADAMAR ERMORDET 11.5.1943 | 14. Nov. 2022 | |             |
| Alleestraße 3 (Standort)       | Zwangsarbeiter         | IM GEDENKEN AN DIE OPFER DER ZWANGSARBEIT 1942 BIS 1945 LAGER IN FLÖRSHEIM WAREN: BAD WEILBACH, JAHNTURNHALLE, ZUM MAINBLICK, KARTHÄUSER HOF, ZUM TAUNUS ÜBER 1400 MÄNNER UND FRAUEN, KRIEGSGEFANGENE UND ZWANGSARBEITER AUS GANZ EUROPA WURDEN ZUR ARBEIT GEZWUNGEN, DISKRIMINIERT, ENTRECHTET, UNTERERNÄHRT, MISSHANDELT VIELE VERLOREN IHR LEBEN | 3. Nov. 2023  | |             |